# 石塘镇 (灵山县)
石塘镇，是中华人民共和国广西壮族自治区钦州市灵山县下辖的一个乡镇级行政单位。

## 行政区划
石塘镇下辖以下地区：
石塘社区、石塘村、塘美村、苏村、兆庄村、俄境村、大化村、镇安村、白花村、木山村、红星村、上流村、廖村、垌心村、平历村、深水村、东安村和吉安村。